# Italia ai Giochi della XX Olimpiade
L'Italia partecipò ai Giochi della XX Olimpiade svoltisi a Monaco dal 26 agosto al 10 settembre 1972, con una delegazione di 239 atleti.

## Medagliere

### Per discipline
| Sport             | Oro | Argento | Bronzo | Totale |
| ----------------- | --- | ------- | ------ | ------ |
| Scherma           | 2   | 0       | 0      | 2      |
| Equitazione       | 1   | 1       | 1      | 3      |
| Tuffi             | 1   | 1       | 1      | 3      |
| Tiro              | 1   | 0       | 1      | 2      |
| Nuoto             | 0   | 1       | 2      | 3      |
| Atletica leggera  | 0   | 0       | 2      | 2      |
| Lotta             | 0   | 0       | 2      | 2      |
| Sollevamento pesi | 0   | 0       | 1      | 1      |
| Totale            | 5   | 3       | 10     | 18     |

### Medaglie
| Medaglia | Nome                                                                                   | Sport             | Evento                           |
| -------- | -------------------------------------------------------------------------------------- | ----------------- | -------------------------------- |
| Oro      | Klaus Dibiasi                                                                          | Tuffi             | Piattaforma 10 metri             |
| Oro      | Graziano Mancinelli                                                                    | Equitazione       | Salto ostacoli individuale       |
| Oro      | Rolando Rigoli Cesare Salvadori Michele Maffei Mario Aldo Montano Mario Tullio Montano | Scherma           | Sciabola a squadre               |
| Oro      | Antonella Ragno                                                                        | Scherma           | Fioretto individuale femminile   |
| Oro      | Angelo Scalzone                                                                        | Tiro              | Fossa                            |
| Argento  | Giorgio Cagnotto                                                                       | Tuffi             | Trampolino 3 metri               |
| Argento  | Alessandro Argenton                                                                    | Equitazione       | Concorso completo individuale    |
| Argento  | Novella Calligaris                                                                     | Nuoto             | 400 metri stile libero femminili |
| Bronzo   | Pietro Mennea                                                                          | Atletica leggera  | 200 metri piani                  |
| Bronzo   | Paola Pigni                                                                            | Atletica leggera  | 1500 metri femminili             |
| Bronzo   | Giorgio Cagnotto                                                                       | Tuffi             | Piattaforma 10 metri             |
| Bronzo   | Anselmo Silvino                                                                        | Sollevamento pesi | Pesi medi                        |
| Bronzo   | Raimondo D'Inzeo Piero D'Inzeo Vittorio Orlandi Graziano Mancinelli                    | Equitazione       | Salto ostacoli a squadre         |
| Bronzo   | Silvano Basagni                                                                        | Tiro              | Fossa                            |
| Bronzo   | Novella Calligaris                                                                     | Nuoto             | 800 metri stile libero femminili |
| Bronzo   | Novella Calligaris                                                                     | Nuoto             | 400 metri misti femminili        |
| Bronzo   | Giuseppe Bognanni                                                                      | Lotta             | Greco-romana Pesi mosca          |
| Bronzo   | Gian Matteo Ranzi                                                                      | Lotta             | Greco-romana Pesi leggeri        |

### Plurimedagliati
| Nome                | Sport       | Oro | Argento | Bronzo | Totale |
| ------------------- | ----------- | --- | ------- | ------ | ------ |
| Graziano Mancinelli | Equitazione | 1   | 0       | 1      | 2      |
| Novella Calligaris  | Nuoto       | 0   | 1       | 2      | 3      |
| Giorgio Cagnotto    | Tuffi       | 0   | 1       | 1      | 2      |

## Risultati

### Pallacanestro
| Atleta | Classifica |
| --- | ---------- |
| V · D · M Nazionale italiana - Pallacanestro ai Giochi della XX Olimpiade 4 Flaborea · 5 Brumatti · 6 Giomo · 7 Cerioni · 8 Masini · 9 Bariviera · 10 Zanatta · 11 Meneghin · 12 Marzorati · 13 Serafini · 14 Bisson · 15 Iellini · All. Giancarlo Primo | 4°         |
| Nazionale italiana - Pallacanestro ai Giochi della XX Olimpiade |            |
| 4 Flaborea · 5 Brumatti · 6 Giomo · 7 Cerioni · 8 Masini · 9 Bariviera · 10 Zanatta · 11 Meneghin · 12 Marzorati · 13 Serafini · 14 Bisson · 15 Iellini · All. Giancarlo Primo                                                                           |            |

### Pallanuoto
| Atleta | Classifica |                   |
| --- | --- | ----------------- |
| V · D · M Nazionale maschile italiana di pallanuoto · Giochi olimpici - Monaco 1972 Alberani · Baracchini · Cevasco · De Magistris · Ghibellini · Lavoratori · Lignano · G. Marsili · S. Marsili · Pizzo · Simeoni · CT : Mario Majoni | 6° |                   |
| Nazionale maschile italiana di pallanuoto · Giochi olimpici - Monaco 1972 | |                   |
| Alberani · Baracchini · Cevasco · De Magistris · Ghibellini · Lavoratori · Lignano · G. Marsili · S. Marsili · Pizzo · Simeoni · CT: Mario Majoni                                                                                      | Alberani · Baracchini · Cevasco · De Magistris · Ghibellini · Lavoratori · Lignano · G. Marsili · S. Marsili · Pizzo · Simeoni · CT: Mario Majoni | Italia (bandiera) |